# François Mermet
Pour les articles homonymes, voir Mermet.
François Mermet, né le 21 mars 1933 à Chambéry, est un général d'armée aérienne français.

## Biographie
Il a été directeur des Centres d'expérimentations nucléaires du Pacifique entre 1985 et 1987.
En décembre 1987, il est nommé directeur général de la direction générale de la Sécurité extérieure (DGSE) à la demande du Premier ministre Jacques Chirac et soutenu par le ministre André Giraud. Le président Mitterrand lui dit que, déçu par les actions de la DGSE qu'il aurait dissoute si Charles Hernu ne s'y était pas opposé, il revient à Mermet de restructurer le service. Il reste en poste jusqu'à 1989, et est à l'origine de la création de la direction du Renseignement militaire (DRM).
Plus tard, il a dirigé la société de stratégie Stratco, une émanation du ministère de la Défense. Il participe aux activités des sociétés de Pierre Sellier. Selon David Dufresne, « parmi les hommes passés au conseil d'administration de Salamandre après les services de renseignement, plusieurs noms reviennent : le général François Mermet ex-DGSE ou Michel Lacarrière, ancien directeur de cabinet du directeur du contre-espionnage. ».
En 2019, il est nommé Président de l’Amicale des Anciens des Services Spéciaux de La Défense Nationale (AASSDN) ,

## Décoration
- Grand officier de la Légion d'honneur le 5 octobre 1990 par François Mitterrand[7].